# 718492 Quro
718492 Quro este o planetă minoră (asteroid) din centura de asteroizi. A fost descoperită pe 22 martie 2017 la  de  și a fost numită după Quro⁠(d). 
Obiectul prezintă o orbită caracterizată de o semiaxă mare de 3,1746619133617 UAi, o excentricitate de 0,057490987349401, o înclinație de 8,2436014885853 ° în raport cu ecliptica.